# グリセルアルデヒド-3-リン酸デヒドロゲナーゼ (フェレドキシン)
グリセルアルデヒド-3-リン酸デヒドロゲナーゼ (フェレドキシン)（glyceraldehyde-3-phosphate dehydrogenase (ferredoxin), GAPOR）は、解糖系/糖新生を構成する酵素の一つで、次の化学反応を触媒する酸化還元酵素である。
グリセルアルデヒド-3-リン酸 + H2O + 2 酸化型フェレドキシン {\displaystyle \rightleftharpoons } 3-ホスホグリセリン酸 + 2 還元型フェレドキシン + 2 H+
反応式の通り、この酵素の基質はグリセルアルデヒド-3-リン酸と水と酸化型フェレドキシン、生成物は3-ホスホグリセリン酸と還元型フェレドキシンとH+である。
組織名はD-glyceraldehyde-3-phosphate:ferredoxin oxidoreductaseで、別名にglyceraldehyde-3-phosphate Fd oxidoreductase, glyceraldehyde-3-phosphate ferredoxin reductaseがある。